# Dumenza
Dumenza je italská obec v provincii Varese v oblasti Lombardie.
V roce 2014 zde žilo 1 487 obyvatel.

## Poloha
Obec leží u hranic Itálie se Švýcarskem, kantonem Ticino. Sousední obce jsou: Agra, Astano (Švýcarsko), Curiglia con Monteviasco, Luino, Maccagno con Pino e Veddasca, Miglieglia (Švýcarsko), Monteggio (Švýcarsko), Novaggio (Švýcarsko) a Sessa (Švýcarsko).

## Vývoj počtu obyvatel
Zdroj: 